# MTV Europe Music Awards
MTV Europe Music Awards (prvotni naziv MTV European Music Awards), poznate i po skraćenici EMAs, su glazbene nagrade koje od 1994. godine MTV dodjeljuje najboljim pjesmama i glazbenicima iz Europe.
Prvotno kreirane kao varijanta američkih MTV Video Music Awards, MTV Europe Music Awards danas su popularna proslava onoga što MTV gledatelji diljem svijeta smatraju najboljim u glazbi.
Nagrade se dodjeljuju svake godine i prenose se uživo putem MTV Europe, MTV Live HD i većine međunarodnih MTV kanala. MTV Europe Music Awards uvijek mijenjaju grad domaćin za proslavu godišnje ceremonije.

## Vanjske poveznice
Službena stranica (engl.)